# Contea di Sagadahoc
La contea di Sagadahoc, in inglese Sagadahoc County, è una contea dello Stato del Maine, negli Stati Uniti. La popolazione al censimento del 2000 era di 35 214 abitanti. Il capoluogo di contea è Bath.

## Geografia fisica
La contea si trova nella parte meridionale del Maine. L'U.S. Census Bureau certifica che l'estensione della contea è di 958 km², di cui 658 km² composti da terra e i rimanenti 300 km² composti di acqua: è la contea più piccola dello Stato.
A sud è bagnata dall'Oceano Atlantico, a sud-est dal fiume Back e dalla baia di Sheepscot, a sud-ovest dai fiumi Androscoggin e New Meadows e a nord-est dal fiume Kennebec.

### Contee confinanti
- Contea di Kennebec - nord
- Contea di Lincoln - est
- Contea di Cumberland - ovest
- Contea di Androscoggin - nord-ovest

## Storia
La contea fu creata nel 1854 e il nome deriva da una parola Abenachi che significa "foce del fiume".

## Comuni
- Arrowsic - town
- Bath (capoluogo) - city
- Bowdoin - town
- Bowdoinham - town
- Georgetown - town
- Phippsburg - town
- Richmond - town
- Topsham - town
- West Bath - town
- Woolwich - town

### Territori
- Perkins Township